# 鄭源彬
鄭源彬（1528年—1563年），字汝宜，號梅岡，福建福州府長樂縣人，民籍，明朝政治人物。

## 生平
嘉靖二十八年（1549年）己酉科福建鄉試第四十四名舉人。嘉靖三十二年（1553年）中式癸丑科會試第二百八名，二甲第四十二名進士。刑部观政，授直隶寿州知州，起复补开州，历升南户部浙江司员外郎、本部陕西清吏司郎中，克举其职。年三十六卒于官，同年陈殿撰谨等诔之以文。著有《梅冈诗选》。

## 家族
曾祖鄭孟進，教諭；祖父鄭叔定；父鄭錫秀，母林氏；繼母林氏。兄郑源洵、弟源来、源琳。